# Ivar (catch)
 (juillet 2021).
Pour les articles homonymes, voir Ivar.
Todd Smith (né le 3 mars 1984 à Lynn (Massachusetts)) est un catcheur (lutteur professionnel) américain. Il travaille actuellement à la World Wrestling Entertainment, dans la division Raw, sous le nom d'Ivar, où il est l'actuel champion du monde par équipes avec Erik.
Il s'est auparavant fait connaitre à la Ring of Honor (ROH) et a remporté le Top Prospect Tournament 2014. Il y fait équipe avec Raymond Rowe avec qui il forme l'équipe War Machine et ils deviennent champion du monde par équipes de la ROH. War Machine a aussi travaillé au Japon à la New Japan Pro-Wrestling et ont eu à deux reprises le championnat par équipes International Wrestling Grand Prix.

## Carrière de catcheur

### Circuit indépendant
Smith s'entraîne à l'école de catch de Killer Kowalski. Il commence sa carrière en 2002 dans des fédérations de Nouvelle-Angleterre.
Le 6 mars 2015, lors du show NEW Wrestlefest 19 de la Northeast Wrestling, il perd contre A.J. Styles.

### World Wrestling Entertainment
Il effectue un court passage à la WWE en tant que jobber en 2005. Le 15 septembre 2006, il fait ses débuts à la WWE en perdant face à Sylvester Terkay sous le nom de Todd Hansen.

### Ring of Honor (2013-2017)

#### Débuts, Top Prospect Tournament et War Machine (2013-2014)

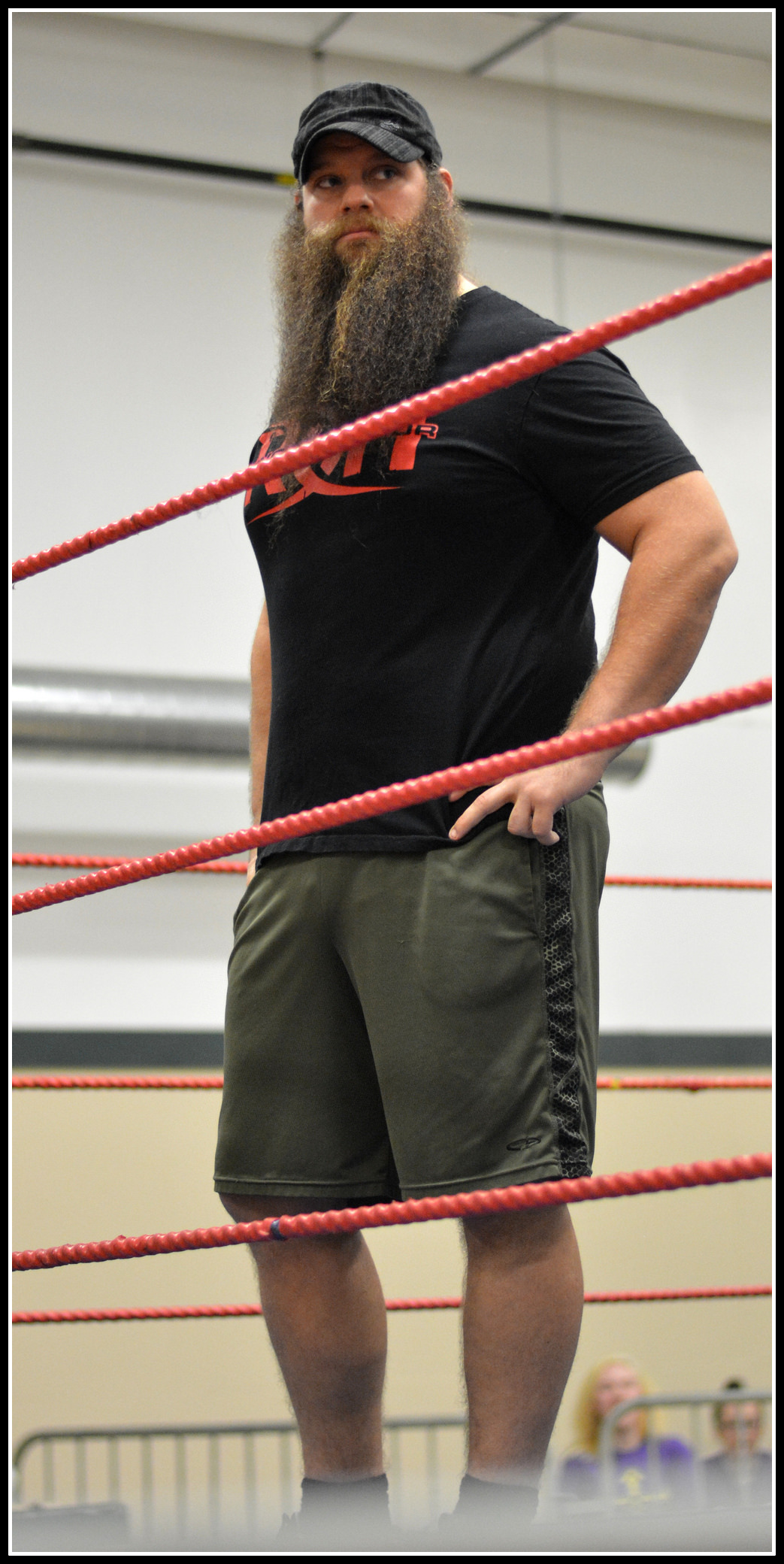
Hanson en 2015.

Il fait ses débuts à la ROH le 27 juillet 2013 en combattant sous le nom de Hanson dans un Four Corners Survival match Kongo, Vinny Marseglia et Brian Fury, match remporté par ce dernier. Il est ensuite annoncé comme le 8e participant au ROH Top Prospect Tournament. Après avoir battu Cheeseburger et Andrew Everett, le 25 janvier, il bat Raymond Rowe en finale du tournoi, lui donnant une chance pour le ROH World Television Championship. Lors de 12th Anniversary Show, il perd face à Tommaso Ciampa et ne remporte pas le ROH TV Title.
Il s'associe ensuite avec Raymond Rowe. Ils font leurs débuts par équipe le 22 février en battant Will Ferrara et Bill Daly. Le 4 avril, lors de Supercard of Honor VIII, ils perdent face aux ReDRagon, match qui comprenait également les Forever Hooligans, et ne deviennent pas challengers pour les titres par équipes. Le lendemain, ils battent ReDRagon par décompte à l'extérieur. Le 11 avril, il signe un contrat à la ROH[réf. nécessaire]. Le 19 avril, ils se font connaître sous le nom de War Machine et battent The Decade (Adam Page et B.J. Whitmer). Le 22 juin à Best in the World (2014), ils battent les Tate Twins. Plus tard dans la soirée, ils interviennent dans le match entre Adam Cole et Michael Elgin pour faire fuir Matt Hardy et Michael Bennett des abords du ring. Le lendemain, ils perdent contre Christopher Daniels et Frankie Kazarian, match qui comprenait également les Briscoe Brothers et Tommaso Ciampa en équipe avec Rocky Romero, et ne deviennent pas challengers pour les titres par équipe.

#### Course au titre mondial, reformation de War Machine et ROH World Tag Team Champion (2014-2017)
À la suite de la blessure de son partenaire après un accident de moto, il dispute des matchs en solitaire. Le 22 août, lors de Death Before Dishonor XII, il bat Roderick Strong mais il perd le lendemain contre Adam Cole,. Le 8 novembre, il participe au Survival of the Fittest 2014 Tournament, mais il se fait éliminer en dernier par Adam Cole. Lors de Glory by Honor XIII, il bat Mark Briscoe, B.J. Whitmer et Moose dans un Four Corners Survival. Il remporte une nouvelle fois un match avec cette stipulation le 7 décembre lors de Final Battle (2014) en battant Mark Briscoe, Caprice Coleman et Jimmy Jacobs. Il obtient un chance pour le ROH World Championship à 13th Anniversary Show, mais il perd contre Tommaso Ciampa, Michael Elgin et Jay Briscoe, ce dernier conservant son titre.
Le 19 juin, à Best in the World (2015), lui et Raymond Rowe battent C&C Wrestle Factory (Caprice Coleman et Cedric Alexander). Le 18 décembre, lors de Final Battle 2015, ils battent The Kingdom et remportent les ceintures par équipe de la ROH. Lors de 14th Anniversary Show, ils conversent leur titres contre The All-Night Express (Kenny King et Rhett Titus) dans un No Disqualification Tag Team match. Le 9 avril, ils conservent leur titres contre Roppongi Vice (Baretta et Rocky Romero)[réf. nécessaire]. Lors de Global Wars 2016, ils conservent les titres contre The Briscoe Brothers. Lors de la Première soirée de War of the Worlds '16, ils conservent les titres contre Chaos (Kazuchika Okada et Gedo), mais les perdent plus tard dans la soirée contre The Addiction (Christopher Daniels et Frankie Kazarian). Lors de Best in the World (2016), ils font équipe avec Moose mais perdent contre Bullet Club (Adam Cole et The Young Bucks)[réf. nécessaire]. Lors de Field Of Honor 2016, ils perdent contre The Addiction dans un Gauntlet Match qui comportaient également Chaos (Gedo et Toru Yano), Cheeseburger et Will Ferrara, Keith Lee et Shane Taylor, The All-Night Express et The Briscoe Brothers et ne remportent pas les ROH World Tag Team Championship.
Ils participent ensuite au World Tag League 2016 de la New Japan Pro-Wrestling, ou ils remportent quatre matchs pour trois défaites[réf. nécessaire]. Lors de ROH Undisputed Legacy, ils font équipe avec Jax Dane mais perdent contre The Kingdom (Matt Taven, T.K. O'Ryan et Vinny Marseglia) et ne remportent pas les ROH World Six-Man Tag Team Championship[réf. nécessaire]. Lors de la première journée de Honor Rising: Japan 2017,ils battent The Young Bucks. Le lendemain, ils battent les Guerrillas of Destiny (Tama Tonga et Tanga Roa)[réf. nécessaire]. Lors de Sakura Genesis 2017, ils battent Tencozy (Hiroyoshi Tenzan et Satoshi Kojima) et remportent les IWGP Tag Team Championship.

### World Wrestling Entertainment (2018-...)

#### NXT et champion par équipe de la NXT (2018-2019)
Ils font leurs débuts télévisés à NXT le 11 avril sous le nom de War Raiders en attaquant Heavy Machinery et Tino Sabbattelli et Ridick Moss[réf. nécessaire].
Le 18 août lors de NXT TakeOver: Brooklyn 4, les War Raiders attaquent The Undisputed Era les actuels champions par équipe de la NXT.
Le 17 novembre lors de NXT TakeOver: WarGames II, Ricochet, Pete Dunne et les War Raiders battent l'Undisputed Era au cours d'un WarGames match.
Le 27 janvier 2019 lors de NXT TakeOver: Phoenix, les War Raiders battent Roderick Strong & Kyle O'Reilly et remportent les titres par équipe de la NXT. Le 5 avril lors de NXT TakeOver: New York, ils battent Aleister Black et Ricochet et conservent leurs titres[réf. nécessaire].

#### Débuts àRaw, champions par équipe deRawet blessure (2019-2020)
Le 15 avril à Raw, ils effectuent leurs débuts dans le show rouge, en tant que Heel, sous le nom de The Viking Experience et sous les noms  d'Erik et Ivar, aux côtés des Revival et ensemble, les quatre hommes battent Curt Hawkins, Zack Ryder, Aleister Black et Ricochet dans un 8-Man Tag Team Match. La semaine suivante, leur équipe change finalement de nom pour The Viking Raiders. Le 7 juin à Super ShowDown, ils ne remportent pas la 50-Man Battle Royal, gagnée par Mansoor.
Le 9 septembre à Raw, ils effectuent un Face Turn en venant en aide à Cedric Alexander, attaqué par le trio du OC après avoir battu AJ Styles par disqualification. Plus tard dans la soirée, le premier, Braun Strowman, Seth Rollins et eux battent The OC et les Dirty Dawgs dans un 10-Man Tag Team Match.
Le 6 octobre à Hell in a Cell, Braun Strowman et eux battent The OC par disqualification dans un 6-Man Tag Team Match. Le 14 octobre à Raw, ils deviennent les nouveaux champions par équipe de Raw en battant les Dirty Dawgs. Le 31 octobre à Crown Jewel, ils ne remportent pas la coupe du monde par équipe de la WWE, battus par les Good Brothers dans un Nine-Team Tag Team Turmoil Match. Le 24 novembre lors du pré-show aux Survivor Series, ils remportent le Champions vs. Champions vs. Champions Triple Threat Tag Team Match en battant les champions par équipe de SmackDown, le New Day (Big E et Kofi Kingston), et les champions par équipe de la NXT, l'Undisputed Era (Bobby Fish et Kyle O'Reilly). Le 15 décembre à TLC, ils lancent un Open Challenge, accepté par les Good Brothers. Leur match face à ces derniers se termine en Double Count Out, mais ils conservent leurs titres.
Le 20 janvier 2020 à Raw, ils perdent face à Seth Rollins et Murphy, ne conservant pas leurs titres.[réf. nécessaire]
Le 7 septembre à Raw, Apollo Crews, Ricochet et eux perdent face au Hurt Business dans un 8-Man Tag Team Match. Durant le combat, il se blesse les cervicales et doit s'absenter pendant six mois et demi.[réf. nécessaire]

#### Retour de blessure et Draft àSmackDown(2021-2023)
Le 12 avril à Raw, il fait son retour de blessure aux côtés de son partenaire et ensemble, ils battent Cedric Alexander et Shelton Benjamin.
Le 18 juillet à Money in the Bank, ils ne remportent pas les titres par équipes de Raw, battus par AJ Styles et Omos.
Le 4 octobre à Raw, lors du Draft, ils sont annoncés être officiellement transférés à SmackDown par Sonya Deville. Le 5 novembre à SmackDown, ils font leurs débuts dans le show bleu, disputent leur premier match et ensemble, ils battent Happy Corbin et Madcap Moss. Le 21 novembre aux Survivor Series, ils ne remportent pas la Dual Brand Battle Royal, gagnée par Omos[réf. nécessaire].
Le 24 juin 2022 à SmackDown, ils font leurs retours après sept mois d'absence avec de nouveaux looks, en tant que Heel, et attaquent le New Day.
Le 11 novembre à SmackDown, Sarah Logan fait son retour dans la compagnie, 2 ans et 7 mois après son renvoi, et à leurs côtés également en tant que Heel, sous le nom de Valhalla. Le nouveau trio attaque ensuite Hit Row (Ashante Adonis, Top Dolla et B-Fab) et Legado del Fantasma (Santos Escobar, Cruz Del Toro, Joaquin Wilde et Zelina Vega)[réf. nécessaire].
Le 1er avril 2023 à WrestleMania 39, ils perdent face aux Street Profits dans un Men's WrestleMania Showcase Fatal 4-Way Tag Team match qui inclut également Braun Strowman, Ricochet et Alpha Academy (Chad Gable et Otis)[réf. nécessaire].

#### Retour àRawet double champion du monde par équipes avec Erik (2023-...)
Le 1er mai à Raw Talk, lors du Draft, ses deux partenaires et lui sont annoncés être officiellement transférés au show rouge.
Le 5 août à SummerSlam, il ne remporte pas la Slim Jim SummerSlam 25-Man Battle Royal, gagnée par LA Knight[réf. nécessaire].  
Le 9 avril 2024 à NXT Spring Breakin', il défie Oba Femi pour le titre Nord-Américain de NXT, mais ne remporte pas la ceinture, battu par ce dernier. Le 17 mai, il souffre d'une blessure à la colonne vertébrale, doit subir une intervention chirurgicale et s'absenter pendant 5 mois.
Le 14 octobre à Raw, il fait son retour de blessure aux côtés de son équipier. Les deux catcheurs effectuent un Face Turn, récupèrent leur ancien nom: The War Raiders et ensemble, ils battent Alpha Academy (Akira Tozawa et Otis). Le 16 décembre à Raw, ils redeviennent champions du monde par équipes, pour la seconde fois, en battant The Judgment Day (Finn Bálor et JD McDonagh).

## Palmarès
- Brew City Wrestling

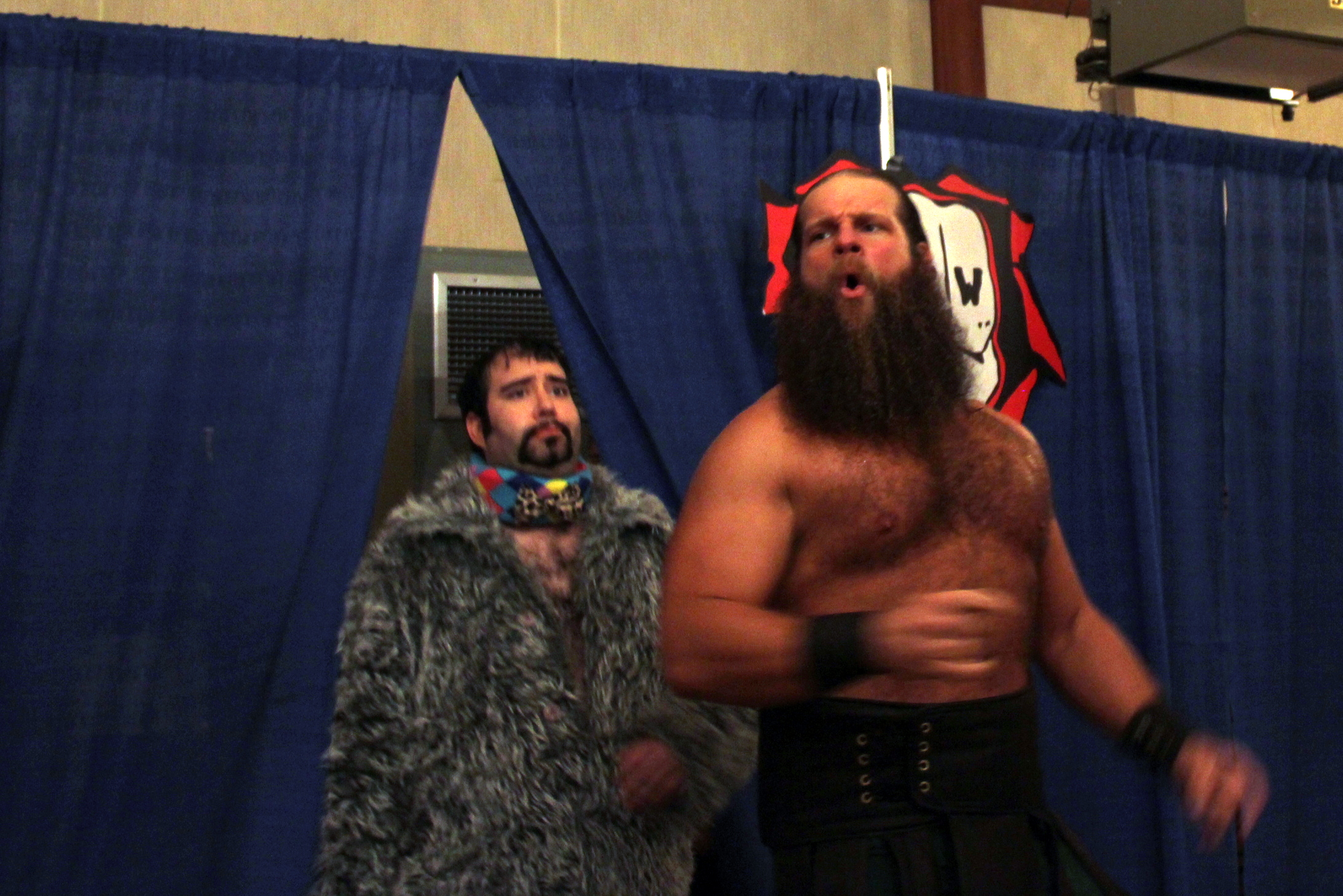
Todd Hanson (à droite) en septembre 2013.

  - 1 fois BCW Tag Team Champion avec Rowe
- Chaotic Wrestling
  - 3 fois Chaotic Wrestling Heavyweight Champion[44]
  - 2 fois Chaotic Wrestling Tag Team Championship (avec Psycho)[44]

- Millennium Wrestling Federation
  - 1 fois MWF Heavyweight Championship
  - 1 fois MWF Tag Team Championship (avec Beau Douglas)

- NWA New England
  - 1 fois NWA New England Television Championship[44]
  - 1 fois NWA New England Tag Team Championship (avec Beau Douglas)[44]

- New England Championship Wrestling
  - 2 fois NECW Television Championship[44]
  - IRON 8 Championship (2010)

- New England Wrestling Alliance
  - 1 fois NEWA Heavyweight Championship

- New Japan Pro Wrestling
  - 2 fois IWGP Tag Team Championship avec Raymond Rowe

- Premier Wrestling Federation Northeast
  - 1 fois PWF Northeast Heavyweight Championship [44]

- Ring of Honor
  - 1 fois ROH World Tag Team Champion avec Raymond Rowe
  - Top Prospect Tournament 2014

- Ultimate Championship Wrestling
  - 1 fois UCW Tag Team Championship (avec Beau Douglas)

- VIP Wrestling
  - 1 fois VIP Tag Team Championship avec Raymond Rowe[45]

- World Wrestling Entertainment
  - 1 fois NXT Tag Team Champion avec Rowe
  - 2 fois Raw Tag Team Champion avec Erik

- Xtreme Wrestling Alliance
  - 1 fois XWA Heavyweight Championship[46]

## Récompenses des magazines
- Pro Wrestling Illustrated

| Année | 2014 | 2015 | 2016 | 2017 | 2018 | 2019 | 2020 | 2021 à 2023 | 2024 |
| ----- | ---- | ---- | ---- | ---- | ---- | ---- | ---- | ----------- | ---- |
| Rang  | 290  | 241  | 108  | 133  | 195  | 123  | 181  | Non classé  | 424  |